# Yang Jun
Yang Jun (em chinês:  杨 珺; Pequim, 28 de abril de 1988) é uma jogadora de polo aquático chinesa.

## Carreira
Yang disputou três edições de Jogos Olímpicos pela China: 2008, 2012 e 2016. Seu melhor resultado foi a quinta colocação nos Jogos de Pequim, em 2008, e Londres, em 2012.